# Cima Valdritta
Die Cima Valdritta ist mit 2218 m s.l.m. der höchste Gipfel des Monte-Baldo-Bergrückens und gehört damit zu den Gardaseebergen in Norditalien.

## Topographie
Die Cima Valdritta ist der höchste Gipfel des langgestreckten Monte-Baldo-Bergrückens, der sich grob von Norden nach Süden erstreckt. Weitere wichtige Gipfel in dieser Kette sind Punta Telegrafo im Süden und Cima delle Pozzette im Norden. Auf der Westseite fällt die Cima Valdritta mit dem imposanten Valdrittakar zum Gardasee ab. Der Gipfel ist felsig, befindet sich aber noch in der Latschenzone.

## Alpinismus
Der Gipfel lässt sich aus vier verschiedenen Richtungen in meist mittelschwerer Bergwanderung besteigen, von Süden über die Punta Telegrafo, von Norden als lange Kammwanderung über den Monte-Baldo-Kamm, von Westen vom Gardasee aus durch das Valdrittakar oder über den kürzesten Zustieg von Osten über einen Steig, der bei der Landstraße SP3 ausgeht.